# 松田朋恵
松田 朋恵（まつだ ともえ、1963年3月12日 - ）は、フリーアナウンサー、元フジテレビアナウンサー。淑徳大学非常勤講師、（株）コメダホールディングス社外取締役。
趣味・特技は料理、英会話、スポーツ、そしてアニメオタク・声優オタクとしての知識が豊富。現在は経営している会社の事業のほかにイベント司会や番組出演、イベントのキャスティングやフジテレビ「アナトレ」の特別講師、従業員研修・社員研修の講師等も務める。
臨床心理カウンセラーの資格を持ち、コミュニケーションやメンタルヘルス等のテーマで講演も多数。

## 来歴・人物
東京都出身。中学生時代はバレーボールをやっており、高校生時代は陸上競技の400m走で関東大会出場の経験がある。大学生時代はアナウンス研究会に所属。青山学院大学文学部英米文学科卒業後、1985年フジテレビにアナウンサーとして入社。1987年、同僚アナウンサーの野崎昌一（後に他部署へ異動）と結婚し退社。その後、協議離婚。2児の母。長らく共同テレビジョンに所属したのち、フリーアナウンサーとして独立。

## 出演番組

### フジテレビ時代
情報番組
| 期間          | 期間          | 番組名              | 役職               |
| ------------- | ------------- | ------------------- | ------------------ |
| 1985年10月1日 | 1986年3月31日 | 3時のあなた         | 司会               |
| 1986年4月1日  | 1987年3月27日 | おはよう!ナイスデイ | コーナーキャスター |

バラエティ・その他
- TVプレイバック（萩本欽一と共に司会）
- オレたちひょうきん族（寺田理恵子の代役）
- スポーツワイド・プロ野球ニュース（司会・レポーター）

### フリー時代
- 素敵なあなた（TBS）
- ジャスト（TBS）
- そこが知りたい（TBS）
- 夢のある暮らし（フジテレビ）
- もっと素敵に!（テレビ東京）
- テレビ寺子屋（テレビ静岡制作・フジテレビ系、以上司会）
- スパイスTV どーも☆キニナル!・キニナル!SHOP いいものプレミアム担当（フジテレビ系）
- ひるキュン!（2017年1月6日 、TOKYOMX）フラワーサイコセラピストとしてコーナーゲスト出演
- 有吉反省会（2018年2月24日、日本テレビ - 「テニスの王子様ミュージカル好きすぎ元女子アナ」として出演。

## 同期アナ
- 軽部真一
- 三宅正治
- 長野智子
- 永麻理
- 小田多恵子